# Макменами, Лили
Лили Камилла Макменами (родилась 3 апреля 1994 г.) — английская модель и актриса американского происхождения.

## Ранние годы
Макменами родилась в Пенсильвании. Её мать, Кристен Макменами, была одной из топ-моделей мира в 1990-х годах. Её отец, Хьюберт Букобза, был тунисцем, который когда-то владел ночным клубом Les Bains Douches в Париже.
В детстве Макменами сфотографировалась со своей матерью для фоторепортажа о моде, который появился во французском издании Glamour. Однажды мать дефилировала с ней на руках, когда участвовала в показе мод Chanel
Макменами выросла в Лондоне со своей матерью и отчимом, английским модным фотографом Майлзом Олдриджем. Она училась в школе Парламент-Хилл, а также в школе для девочек Кэмден. Время от времени она ездила в Париж, чтобы провести время со своим биологическим отцом.

## Карьера
В 18 лет Макменами переехала в Париж, чтобы работать официанткой. Оказавшись там, по предложению подруги, французской модели Морган Дублед, Макменами решила начать работать моделью и подписала контракт с Next Management.
В октябре 2012 года она получила свое первое серьёзное задание: её выбрали для участия в показе мод Yves Saint Laurent весна-лето 2013, коллекцию разработал Эди Слиман. Уже на следующий день она вышла на подиум для Chanel.
Шесть месяцев спустя она привлекла к себе внимание, когда приняла участие в показе мод Marc Jacobs осень-зима 2013 года, где она шла по подиуму в шортах и длинных черных перчатках. Она была топлесс и шла прикрывая грудь правой рукой. Позже Джейкобс выбрал её для участия в рекламной кампании этой коллекции. Она также появилась в рекламной кампании United Colors of Benetton осенью/зимой 2013 года.
Макменами также работала моделью для других модных брендов, таких как Louis Vuitton, Fendi, Moschino, APC, Balmain, Emilio Pucci, Vionnet, Jean Paul Gaultier, Kenzo и Giles Deacon. Она украшала собой обложки журналов iD, Purple, LOVE, Russh и Zoo Magazine. Она появлялась на страницах британского Vogue, Vogue Italia, Interview, L’Officiel, Teen Vogue, Numéro, V, Dazed, Tatler и T: The New York Times Style Magazine.
Кроме того, она работала с некоторыми фотографами индустрии моды, такими как Юрген Теллер, Питер Линдберг, Жан-Батист Мондино, Эллен фон Унверт и Терри Ричардсон.
Макменами появилась в фильме 2015 года «Большой всплеск».
В октябре 2020 года Макменами вместе с матерью появилась на обложке юбилейного 40-го номера журнала iD, авторства фотографа Аласдера Маклеллана.

## Личная жизнь
У Макменами есть младшая сестра и два младших брата от брака её матери с Олдриджем. Она считает свою мать своей любимой моделью и сказала: «Моя мать оказывает на меня огромное влияние, сейчас больше, чем когда-либо».
Макменами любит заниматься йогой в свободное время. Она снялась в короткометражном фильме « Нам нравится зоопарк», снятом фотографом и режиссёром К. Т. Аулета.

## Фильмография

### фильм
| Год  | Заголовок       | Роль    | Заметки |
| ---- | --------------- | ------- | ------- |
| 2015 | Большой всплеск | Сильвия |         |

### Телевидение
| Год  | Заголовок    | Роль      | Заметки                   |
| ---- | ------------ | --------- | ------------------------- |
| 2015 | Транслантика | Лачи Локо | Телевизионный мини-сериал |